# Wasserloser Offsetdruck

Schema des Plattenprozesses auf einer Flachdruckplatte im wasserlosen Offsetdruck

Im Gegensatz zum konventionellen Offsetdruck, der zwei getrennt wirkende Medien (Druckfarbe und Feuchtmittel) verwendet, gibt es Anwendungen, das Flachdruckverfahren als wasserlosen Offsetdruck mit nur einem Medium, nämlich der Farbe, zu betreiben.

## Geschichte
Gut ein Jahrhundert nach der Erfindung des Flachdruckes durch Alois Senefelder (1798 in München) experimentierte der Druckforscher Cašpar Hermann zwischen 1926 und 1931 in Wien und Leipzig, um ein Flachdruckverfahren ohne Feuchtmittel zu entwickeln. Er versuchte es durch komplizierte Modifikationen an der Farbe. Anders ging Heinrich Renck vor: Er entwickelte 1930 in Hamburg eine erste spezielle Druckplatte für den Druck ohne Feuchtmittel. Kommerziell begann der wasserlose Offsetdruck in den 1960er Jahren unter der Bezeichnung Driographie. Die Firma 3M entwickelte, patentierte und verkaufte Platten, stieß jedoch auf technische Schwierigkeiten bei der praktischen Umsetzung des Verfahrens. 
Die japanische Firma Toray Industries kaufte die Rechte und lieferte Druckplatten. Mit ihrer Initiative wurde die kommerzielle Verbreitung und technische Weiterentwicklung dieser Flachdruckvariante gefördert. Die Patente schützten Toray und behinderten die Wettbewerber, wodurch viele Jahre eine stärkere Verbreitung des Verfahrens unterblieb. In Japan erreichte der wasserlose Offsetdruck jedoch einen großen Anteil am Offsetdruckmarkt.
In Deutschland bot die Firma Marks-3zet Toray-Platten an, die nur langsam Verbreitung fanden. Mit Positiv- und Negativplatten wurde versucht, den Nassoffset praktisch 1:1 abzulösen, und nur einige Druckereien übernahmen diese Technik. Mit dem Auslaufen des Toray-Patents kamen weitere Plattenhersteller auf den Markt, die auch ihre eigenen Entwicklungen für besondere Marktsegmente anboten. Es kamen Entwicklungen im Druckmaschinenbau und die Entwicklung geeigneterer Druckfarben hinzu.
Im Zeitungsdruck setzte die Badische Zeitung als erste diese Druckverfahren ein und gewann 2008 mit der erreichten Druckqualität den Preis für den weltweit besten Zeitungsdruck.

## Druckprinzip und Plattenaufbau
Beim wasserlosen Offsetdruck handelt es sich um ein Flachdruckverfahren mit indirektem Farbauftrag. Im Flachdruck lassen sich die druckenden (farbführenden) Stellen der Druckplatte mit Farbe benetzen, die bildfreien (nichtdruckenden) dagegen nicht.
Die stattfindenden Benetzungsvorgänge werden durch Oberflächen- und Grenzflächenspannungen beschrieben. Nach allgemeinem Konsens sollte eine benetzende Flüssigkeit (hier die Farbe) eine niedrigere Oberflächenspannung aufweisen als der zu benetzende Feststoff (hier die Platte). Die Grenzflächenspannungen zwischen der Farbe und den jeweiligen Flächenanteilen der Platte, druckend oder bildfrei, sind nur schwer zu bestimmen und werden als Einflussgrößen vereinfachend vernachlässigt: Man geht davon aus, dass sie bei den Substanzkontakten, die zwischen Druckfarben und Druckplatten – je nach Bauart – auftreten, gleichartig bleiben. Das bedeutet in vereinfachter Darstellung, dass sich die druckenden Stellen auf der Platte wegen ihrer hohen Oberflächenspannung von ungefähr 35 mN/m mit Farbe, wegen deren niedrigerer Oberflächenspannung von etwa 30 mN/m bedecken lassen. Die nichtdruckenden Flächen sind mit Silikon beschichtet und werden wegen dessen noch niedrigerer Oberflächenspannung von etwa 20 mN/m nicht mit Farbe bedeckt. 
Die Bebilderung der Platten kann fotomechanisch mit anschließender Entwicklung durch Verfestigen (Positivkopie) der Silikonschicht erfolgen, dann ist sie Teil der modernen CtP-Arbeitsabläufe (Computer to Press, Direktbelichtung aus Daten). Andererseits kann die Bebilderung durch Ablösen der Silikonschicht (Negativkopie) erfolgen.
Dies kann fotomechanisch, durch Funkenerosion (veraltet, frühere DI-Technik) oder thermische Ablation (Abtragung) mit Laserstrahlen (IR-Laser) ausgeführt werden. Die Negativplatte mit thermischer Ablation ergibt (nach gegenwärtigem Stand der Technik) die besten, weil am schärfsten zeichnenden Bebilderungen und ist besonders für die modernen Feinraster geeignet.

## Eigenschaften
Im typischen Fall geben die Auftragwalzen der Plattenoberfläche eine 6–8 µm dicke Schicht von Druckfarbe ab, und eine Farbschicht von 3 bis 4 µm Dicke bleibt auf den Bildstellen haften. Die Rasterpunkte werden randscharf und präzise eingefärbt, was eine der Stärken des wasserlosen Offsetdrucks ist. Eine verfahrenstypische Tonwertzunahme (Überfärbung der druckenden Flächen in die bildfreien hinein) wie beim „Nassoffset“ ist nicht bekannt, also nicht vorhanden oder ganz gering. Damit kann sie auch nicht schwanken, und im Vergleich zum Nassoffset steigt damit auch die Auflagenkonstanz der Rasterpunktgrößen. Da nur Farbe auf die Platte aufgebracht wird, ist das Gleichgewicht (ohne Feuchtmittel) innerhalb weniger Umrollungen stabilisiert und das Druckbild ausgebildet; so kommt es zu einer sehr geringen Menge Anfahrmakulatur.
Der wasserlose Flachdruckprozess funktioniert nach aktuellem Verständnis dadurch, dass Silikon mit einer niedrigen Oberflächenspannung die Benetzung durch Farbe abwehrt. Die Differenz zwischen dem Silikon und der druckenden Fläche beträgt allerdings nur etwa 15 mN/m. Die Oberflächenspannung der Farbe (hier die Spannung der Farboberfläche gegenüber der Luft) sinkt mit der Erwärmung stärker als die des verwendeten Silikons. Schon bei relativ niedrigen Temperaturen, ab 32 °C, kann deshalb stellenweise Farbe über das Silikon weitergegeben werden. Dann tont die Platte punktförmig oder gar flächig. Aus diesem Grunde müssen im wasserlosen Offsetdruck Druckplatten und Farbwalzen gekühlt werden. Je mehr Energie abhängig von Laufgeschwindigkeit und -dauer in die Maschine eingetragen wird, desto stärker treten Tonprobleme auf und desto wirkungsvoller müssen Platte und Walzen gekühlt werden.

## Druckmaschinen

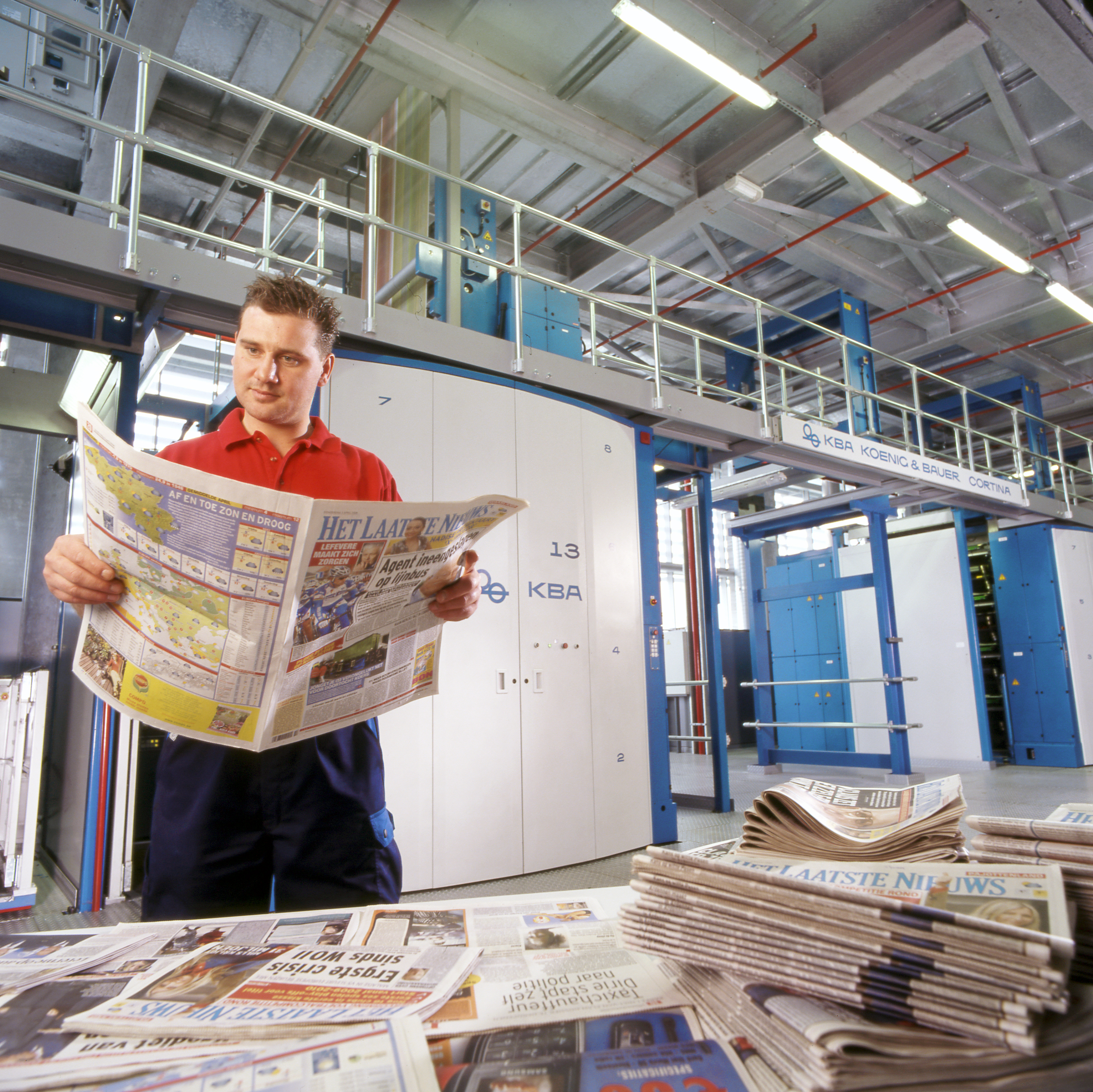
KBA Cortina, die erste wasserlos arbeitende Zeitungsdruckmaschine

In den Anfangsjahren des wasserlosen Offsetdrucks bis in die 1990er Jahre wurden alte, aber auch zunehmend neue Offsetdruckmaschinen verwendet. Nicht immer wurde das Feuchtwerk ganz ausgebaut oder weggelassen, sondern vorwiegend eine Plattenkühlung eingebaut, beispielsweise mit Blasluft. Erst mit dem Bau der GTO DI der Heidelberger Druckmaschinen AG gab es eine konzeptionell wasserlos arbeitende Bogenoffsetdruckmaschine. 
Andere Maschinenhersteller wie die Koenig & Bauer AG mit den Modellen Genius und Karat stellten ebenfalls rein wasserlos arbeitende Maschinen her. Zusätzlich zum wasserlosen Offset beinhaltet das Konzept von Koenig & Bauer die Kurzfarbwerke. Die Farbe wird über ein Kammerrakel und eine Rasterwalze auf die Druckplatte aufgebracht. Das vereinfacht den Maschinenbau weiter, weil der große Walzenstuhl und die seitliche arbeitende Zonenregelung wegfallen. Ein ähnliches Konzept wurde bei einer Zeitungsdruckmaschine im hochtourigen Rollenoffset mit der Cortina von Koenig & Bauer verwirklicht.
Bei Bogendruckmaschinen für konventionellen Offsetdruck finden sich immer häufiger Temperieranlagen für die Verreibewalzen, weil bei mittleren und großen Auflagen eine gleichmäßige Qualität gefordert wird, die bei Klimaschwankungen nicht erreichbar ist. Diese Entwicklung begünstigt auch das hier beschriebene wasserlose Verfahren.

## Druckfarben
Noch bis in die 1980er Jahre entwickelten Farbhersteller für den wasserlosen Offset Druckfarben aus den ihnen bislang vertrauten Rohstoffen, und es gab sowohl im konventionellen, als auch im wasserlosen Offset verdruckbare Produkte. Die Farbhersteller konnten die Oberflächenspannungen der pastösen Druckfarben nicht messen und es blieb unerkannt, dass sie sich beim Erwärmen der Farben stärker erhöhte als die des Silikons. Erkannt wurde, dass sich mit der Neigung zum Tonen beim Erwärmen die Viskosität der Farben verringerte: Sie wurden flüssiger. Dies wurde mit der Tonungsgefahr gleichgesetzt und es wurden für das wasserlose Verfahren nur hochviskose, fast kittartige Farben mit einer hohen Zügigkeit angeboten. Nachteile dieser pastösen Farben waren, dass sie schwer aufzutragen (aufzuspachteln) waren und Fasern aus dem Papier rissen, also stark rupften. 
Zunächst wurde mit neuen Rohstoffen versucht, durch einige Prozent bestimmter Silikonöle das Tonproblem zu lösen, was noch heute praktiziert wird. Diese Offsetfarbe lässt sich nicht problemlos wasserlos verdrucken. Nach heutigem Stand der Technik lassen sich silikonhaltige Farbreste zusammen mit konventionellen Farbresten nicht wieder verwenden.
Noch einen Unterschied gibt es zwischen den Farben für die beiden Flachdruckvarianten: Im Nassoffset wird ein sehr niedrig zügiges Emulgat (durch die tröpfchenweise Verteilung von wässrigem Feuchtmittel in öliger Druckfarbe) verdruckt, im wasserlosen eine reine Farbe. Damit entfällt der Zügigkeitssprung vom Emulgat zur Farbe, der im Nassoffset die Farbannahme nass-in-nass in Mehrfarbmaschinen ermöglicht. Die Farben des wasserlosen Offsets müssen im Vierfarbdruck wieder abgestufte Zügigkeiten aufweisen – wie die des Buchdrucks.

## Typische Anwendungen

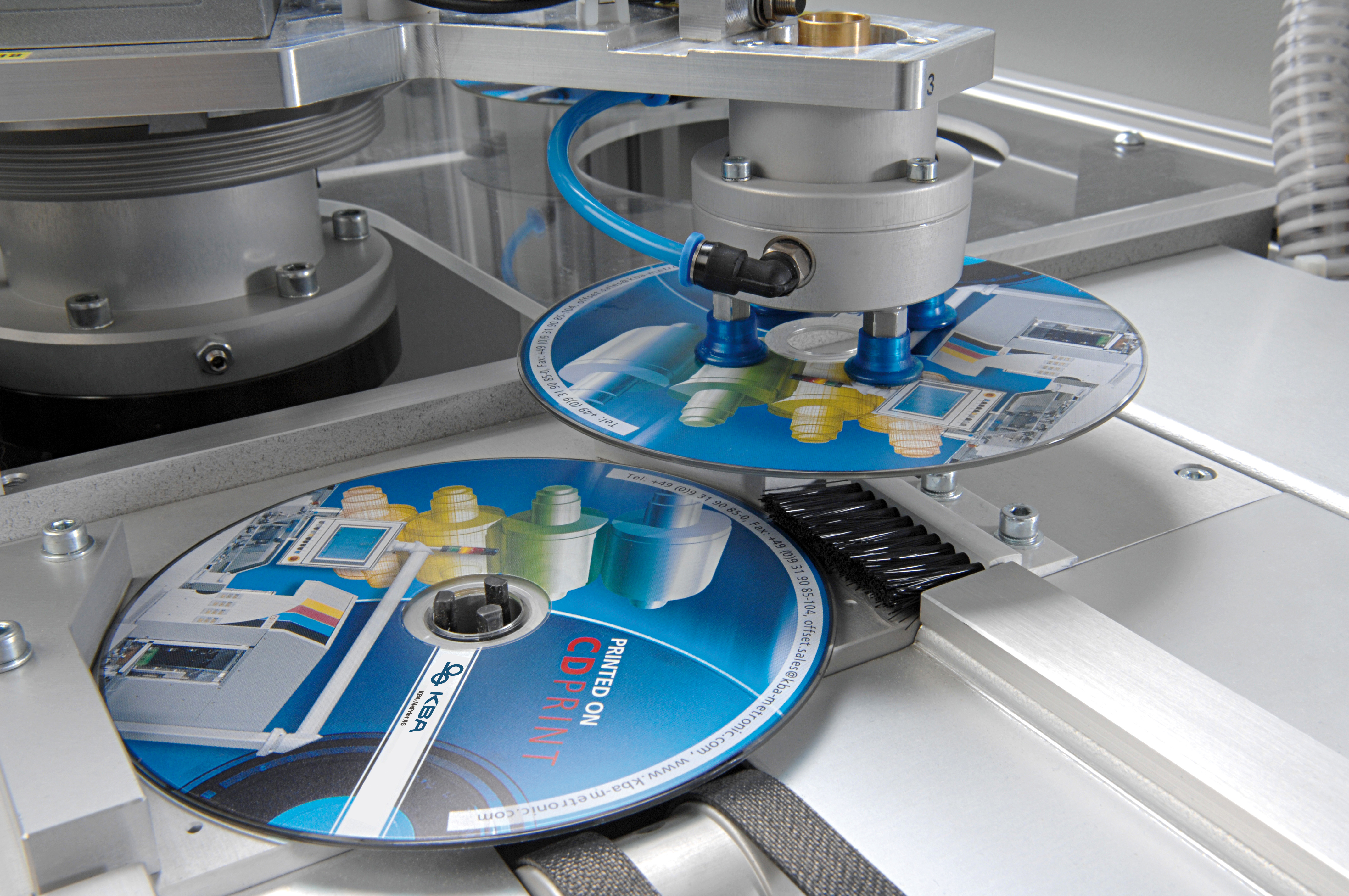
CDs und DVDs werden typischerweise im wasserlosen Offset gedruckt

Hochwertige Bilderdrucke, speziell mit nichtperiodischen Feinrastern, lassen die Vorteile dieser Rasterverfahren am besten bei sauberer Feinzeichnung (hoher Auflösung (Fotografie)) herauskommen. Diese Produkte werden auf praktisch baugleichen Maschinen gedruckt wie konventionelle Offsetprodukte – nur ohne Feuchtwerke und jene Anlagen zur Wasseraufbereitung. Anwendungen sind hochwertige Werbedrucke, Kataloge und Bildbände.
Auf den vielen verschiedenen direct imaging- Maschinen (DI) werden vorzugsweise kleine Auflagen von Akzidenzen gehobener Qualität gedruckt. Es gibt also hauptsächlich Vierfarbdrucke, bevorzugt auf Papier. Im Zeitungsdruck erhöhter Bildqualität hat die Kombination aus wasserlosem Offset mit Kurzfarbwerken in der Cortina von König & Bauer inzwischen eine stabile Verbreitung.
Flache Kunststoffobjekte werden seit den 2000er Jahren vorzugsweise wasserlos bedruckt. CDs und DVDs, Folien, ID-1-Karten und Kunststoffetiketten (beispielsweise in der Kosmetik) werden meistens mit UV-härtenden Farben bedruckt. Die Farben haften gut, und die Objekte sind nach dem Druck sofort weiter verarbeitbar. Im wasserlosen Offset stören dabei keine Feuchtmittelreste auf der glatten Oberfläche. In diesem Bereich haben sich ganz speziell konstruierte Druckmaschinen etabliert (KBA-Meprint Genius, CD Print).